# Faversham Without
Faversham Without var en civil parish från 1894 till 1983 då den blev en del av Graveney with Goodnestone och Boughton under Blean, i distriktet Swale, i grevskapet Kent, i England. Civil parish var belägen 11 km från Canterbury och hade 111 invånare år 1971.